# Tettigomyiinae
Tettigomyiinae (лат.) — подсемейство певчих цикад из семейства Cicadidae.

## Распространение
Афротропика.

## Описание
Заднеспинка открытая (или скрытая у Lacetasini) по средней линии спины. Частично сливаются жилки переднего крыла CuP и 1A. Жилки заднего крыла RP и M сливаются в основании. Брюшная полость без тимбального покрова или с частично загнутым назад ободком. Оперкулум самца не сильно S-образный и не с глубоко вогнутыми боковыми краями. Развито дистальное плечо пигофера, часто самая дистальная часть пигофера; верхняя доля пигофера отсутствует. Ункус длинный, направлен дистально, не втягивается внутри пигофера. Класперы отсутствуют. Эдеагус без вентробазального кармана; эдеагус ограничен перед ункусом или ниже него. Апикальная часть теки либо простая, либо лопатчатая (видоизменена в трибе Malagasiini), без листовидных боковых лопастей.

## Систематика
Около 100 видов. В 2018 году проведена ревизия подсемейств и триб певчих цикад, включая выделение 10 новых триб. Трибы Ydiellini и Tettigomyiini перенесены из Cicadinae в подсемейство Tettigomyiinae (восстановленное из Cicadettinae).
- Bavea Distant, 1905
- Gazuma Distant, 1905
- Lacetas Karsch, 1890
- Ligymolpa Karsch, 1890
- Malagasia Distant, 1882
- Malgachialna Boulard, 1980
- Maroboduus Distant, 1920
- Nablistes Karsch, 1891
- Nyara Villet, 1999
- Paectira Karsch, 1890
- Quintilia Stål, 1866
- Spoerryana Boulard, 1974
- Stagea Villet, 1995
- Stagira Stål, 1862
- Tettigomyia Amyot & Serville, 1843
- Xosopsaltria Kirkaldy, 1904